# Byron Bay
Byron Bay (Cavvanbah em aborígene) é uma cidade no estado de Nova Gales do Sul e tem na sua área o ponto mais oriental da Austrália continental, o Cabo Byron. A cidade é o núcleo do Byron Shire Council, contando com uma população de 30000 habitantes.
James Cook deu nome ao Cabo Byron em honra do circum-navegador John Byron, avô do poeta inglês Lord Byron. Os primeiros europeus chegaram em 1770, quando foram estabelecidas as primeiras comunidades pesqueiras. Durante a década de 70, a cidade foi um reduto da cultura hippie na Austrália. O turismo é atualmente a principal fonte de renda da cidade. Desde a década de 90, o governo de Nova Gales do Sul tem tentado combater o tráfico de drogas na região.
Byron Bay faz parte da caldeira erosiva de um antigo vulcão-escudo, o vulcão Tweed, que entrou em erupção há 23 milhões de anos. O vulcão formou-se quando a placa Indo-Australiana se deslocou sobre um ponto quente da Austrália Oriental. Apesar de ter sido designada por baía quando foi descoberta, geologicamente é de facto uma "baía", uma vez que o ângulo de curvatura entre o Cabo Byron e o Cabo Hastings é inferior a 25 graus.
Byron Bay tem um clima subtropical húmido (Cfa de acordo com a classificação climática de Köppen) com verões quentes e invernos suaves. No inverno, a temperatura máxima durante o dia é geralmente de 19,4 °C e a temperatura mínima é geralmente de 12 °C. Os Verões podem ser quentes, com uma temperatura média diária de 27°C. 
A cidade é uma estância turística popular entre os turistas locais e internacionais, sobretudo entre os turistas de mochila às costas. Existem várias praias populares para a prática de surf e a paisagem atrai os paraquedistas. A Oceanway permite aos visitantes deslocarem-se a pé e de bicicleta do centro da cidade até ao Farol de Cape Byron. 
Em 2022, a Screenworks lançou o Byron Studios em Byron Bay, o primeiro estúdio de cinema dedicado em Northern Rivers.
Byron Bay tem vários mercados regulares, incluindo um mercado semanal de agricultores no Cavanbach Center, onde mais de 70 agricultores locais vendem produtos frescos às quintas-feiras. O Byron Community Market realiza-se no primeiro domingo de cada mês no mesmo local e, de outubro até à Páscoa, realiza-se um mercado de artesanato no Railroad Park aos sábados. Há três mercados anuais de especialidades de praia que se realizam em janeiro, na Páscoa e em setembro.
O Byron Bay Surf Club é o clube de surf mais antigo em atividade neste desporto; foi um dos principais clubes de surf da Austrália e tem estado em funcionamento contínuo há mais de 105 anos. O clube da liga de râguebi Byron Bay Red Devils e a equipa de futebol australiana Byron Magpies são bem conhecidos. 

Oferece praias de areia branca onde é praticado surf, com águas quentes e selvas tropicais naturais. A banda Parkway Drive é originária da cidade.

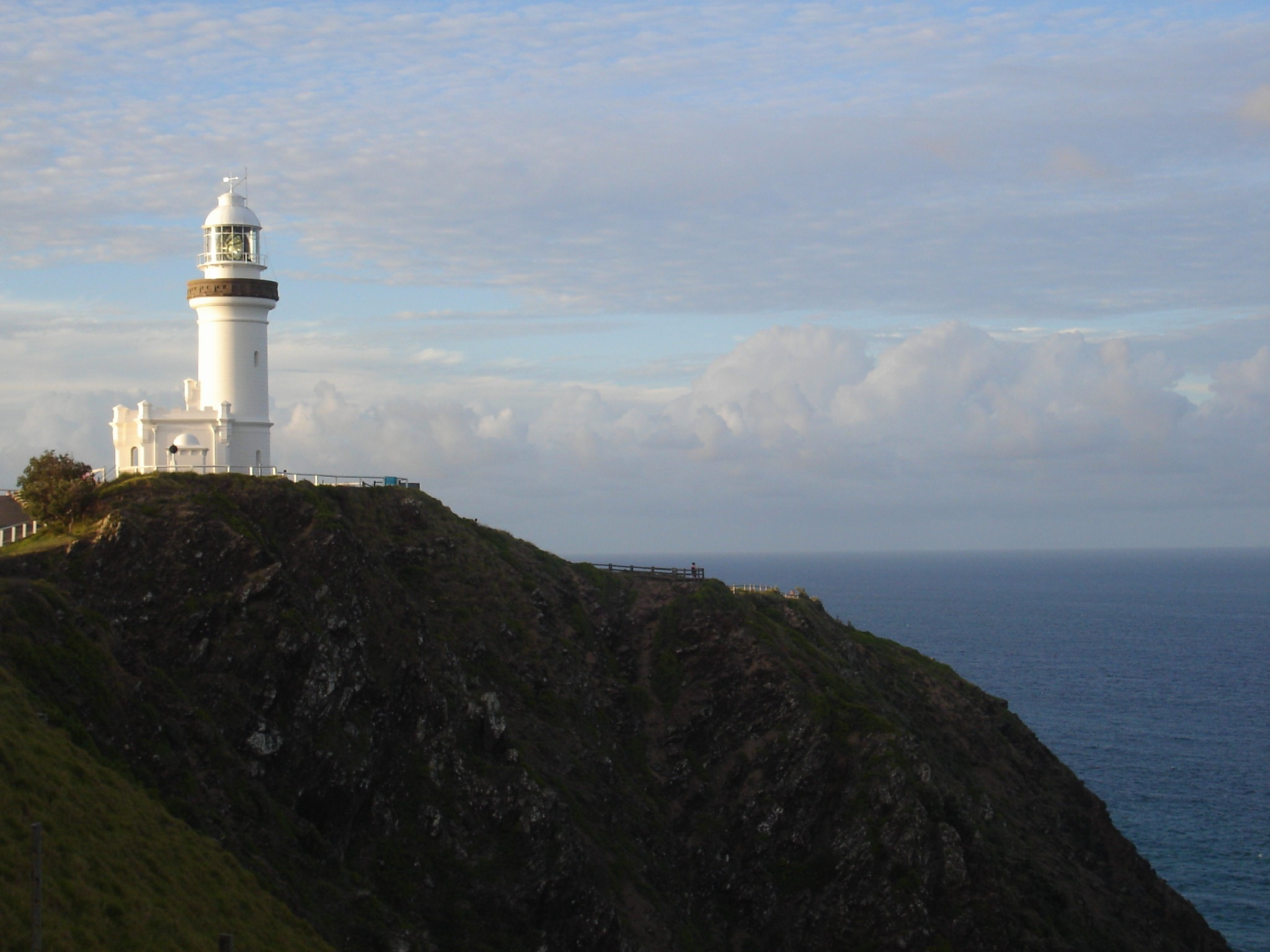